# Bass Lake (hrabstwo Washburn)
Bass Lake – miasto w Stanach Zjednoczonych, w stanie Wisconsin, w hrabstwie Washburn.